# KÖStV Sternkorona Hall
Die Katholisch-Österreichische Studentenverbindung Sternkorona Hall ist eine römisch-katholische, nicht-schlagende Pennälerverbindung für Schüler von höheren Schulen in Hall in Tirol und Umgebung.

## Geschichte
Die Verbindung wurde am 6. Dezember 1888 vom Irrenhauskaplan Nikolaus Recheis v. Vater Ali gegründet. Somit ist sie die zweitälteste katholische Mittelschulverbindung Österreichs, denn vorher wurde noch die Teutonia Innsbruck im Jahr 1876 gegründet. Zur Zeit der Gründung Sternkoronas bestand in Hall bereits eine freiheitliche Verbindung. Freiheitliche Verbindungen wirkten im Geiste des damaligen Liberalismus, der weltanschaulich eine Gleichgültigkeit gegenüber Religion und eine betont antikirchliche Haltung vertrat. Als Gegenpol wurde Sternkorona ins Leben gerufen.
Im Jahr 1899 trat sie dem MCV, einem bis 1914 bestehenden Vorläufer des MKV bei. 1912 wurden einige Mitglieder vom Gymnasium verwiesen (nationalliberal-freiheitliche Zeitungen hatten die Existenz einer katholischen Schülerverbindung publik gemacht, die damals illegal war). Die Sternkorona existierte im Untergrund weiter, lange Zeit hielt sie an ihrem Status als "Nichtverbindung" fest und ging keine Kartelle oder Verhältnisse ein, in der Ersten Republik trat sie dann ab 1919 in vollen Farben auf. Im selben Jahr trat sie dem VPV (Verband katholisch deutscher Pennalverbindungen in Österreich) bei, 1926 aber aus und beteiligte sich danach an der Gründung des TMV (Tiroler Mittelschülerverbandes), dem sie seither angehört. Seit 1934 ist die Sternkorona zudem Mitglied im MKV.
Während der NS-Diktatur war die Sternkorona verboten, viele Mitglieder wurden bespitzelt, vor allem die Priester inhaftiert. Zwei direkte Opfer des nationalsozialistischen Diktatur waren:
- Alois Flatscher wurde wegen pro-österreichischer Aussagen 1941 denunziert, in ein KZ gebracht und starb wahrscheinlich 1944.
- Der Pallottinerpriester Franz Reinisch weigerte sich den Führereid auf Hitler zu leisten und wurde 1942 hingerichtet.

Seit August 1945 ist die Sternkorona Hall wieder aktiv. 1952 trat die Sternkorona aus dem MKV aus, revidierte diesen Schritt aber 1955. Sie ist Patenverbindung der „Aquilea Meran“.

## Merkmale der Verbindung
- Sitz der Verbindung: Hall in Tirol
- Farben der Verbindung: „Weiß-Gold-Grün“ (Burschenband), „Weiß-Grün“ (Fuchsenband), Kopfcouleur aus (hell-)grünem Tuch
- Wahlspruch: Ob alles bricht, wir wanken nicht!
- Bundeslied: Wir hatten gebauet ein stattliches Haus
- Prinzipien:
  - religio – Wahrung und Verwirklichung katholischer Grundsätze
  - patria – Förderung der Vaterlands- und Heimatsliebe
  - scientia – Anregung zu Studium und Bildung, kultureller und sportlicher Betätigung
  - amicitia – Betätigung wahrer Freundschaft

## Bekannte Mitglieder
- Franz Fischler – EU-Kommissar (Reception 1962)[4]
- Johannes Filzer – Salzburger Weihbischof (Reception 1890)
- Franz Reinisch – Priester, Mitglied der Schönstatt-Bewegung, Opfer der NS-Diktatur[5]
- Ludwig Sölder – Gerechter unter den Völkern (Reception 1937)[6]
- Franz Stumpf (Politiker, 1876) – Reichsratsabgeordneter, Landeshauptmann von Tirol (Senior 1893/94)[7]
- Karlheinz Töchterle – ehemaliger Rektor der Universität Innsbruck und Bundesminister für Wissenschaft und Forschung (Reception 1965)[8]